# Friedrich Pfannschmidt

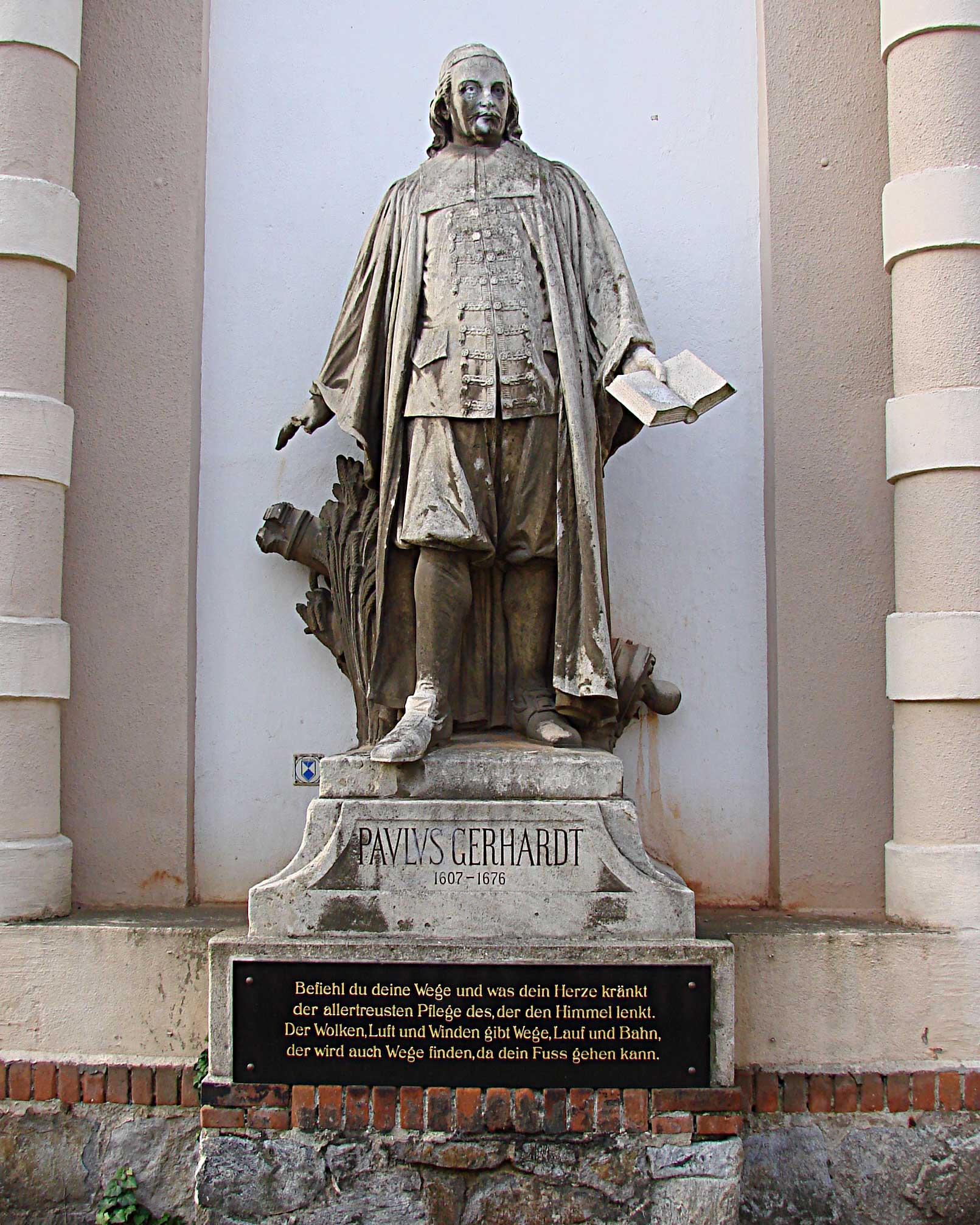
Pomnik Paula Gerhardta w Gräfenhainichen

Friedrich Johann Pfannschmidt (także Fritz Pfannschmidt, ur. 19 maja 1864 w Berlinie, zm. 7 września 1914 w Pierre-Morains w Szampanii) – niemiecki malarz i rzeźbiarz działający w początkach XX w. 
Syn malarza Karla Gottfrieda Pfannschmidta tworzącego w Berlinie. Do najważniejszych dzieł artysty należy pomnik Paula Gerhardta w Lubinie z 1907, którego kopie zostały postawione w Gräfenhainichen (1911) i Mittenwalde. W katedrze w Wesel namalował obraz ścienny cesarza Wilhelma I, a w katedrze w Berlinie stworzył posągi reformatorów: Marcina Lutra i Filipa Melanchtona.
Autorstwa Pfannschmidta był nieistniejący obecnie wystrój malarski zdobiący kościół św. Stanisława Kostki w Szczecinie.